# Walter Malletke
Walter Malletke (Guttenfeld (Oost-Pruisen), 15 juni 1884 – Hamburg, 8 maart 1970) was een Duitse jurist en  nationaalsocialistische ambtenaar. Hij was gedurende de Tweede Wereldoorlog betrokken bij de inbeslagname van joods kunstbezit, en was beheerder van onteigende joodse banken.
Malletke volgde een gymnasiumopleiding in Elbing en studeerde daarna rechten. Na het afleggen van zijn staatsexamen werkte hij kort als  waarnemend rechter. Hij diende in de Eerste Wereldoorlog, en was daarna onder meer werkzaam bij de overheid en in het bankwezen.
In maart 1933 trad hij toe tot de NSDAP.  
Tijdens de Tweede Wereldoorlog was hij voor Einsatzstab Reichsleiter Rosenberg betrokken bij de inbeslagname van joods kunstbezit in Nederland en beheerde voor de Seyss-Inquart zogenaamde Feindbanken, waar joodse vermogens ondergebracht waren. Vanaf juli 1941 was hij belast met bijzondere aangelegenheden bij het Reichsministerium für die besetzten Ostgebiete, waar hij de taak kreeg om vrijwilligers te werven voor de exploitatie van de bezette oostgebieden. Na de oorlog werd hij gearrresteerd en geïnterneerd. 
In juli 1948 kwam hij vrij. Hij vestigde zich in Hamburg, waarna hij nog zakelijk betrokken was bij de Duits-Egyptische Förderungs-Gesellschaft. 